# Penisola di Shakotan

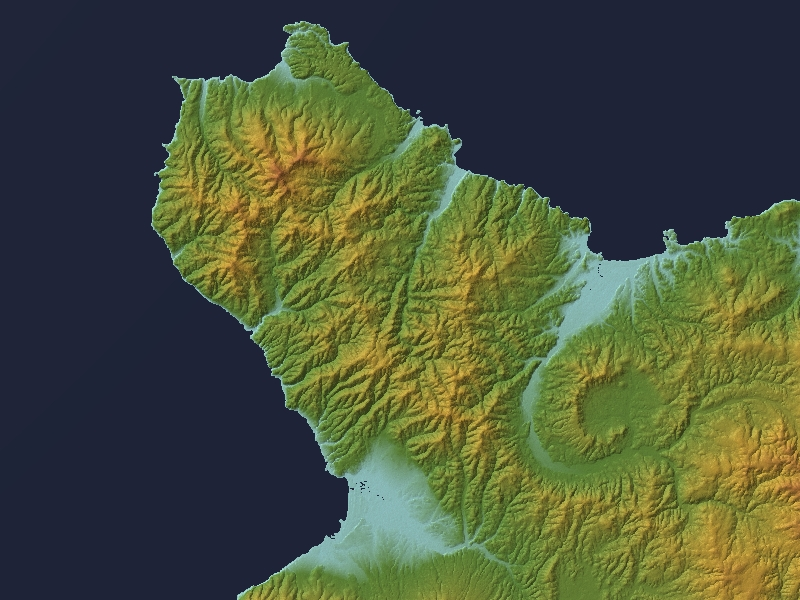
Vista da satellite

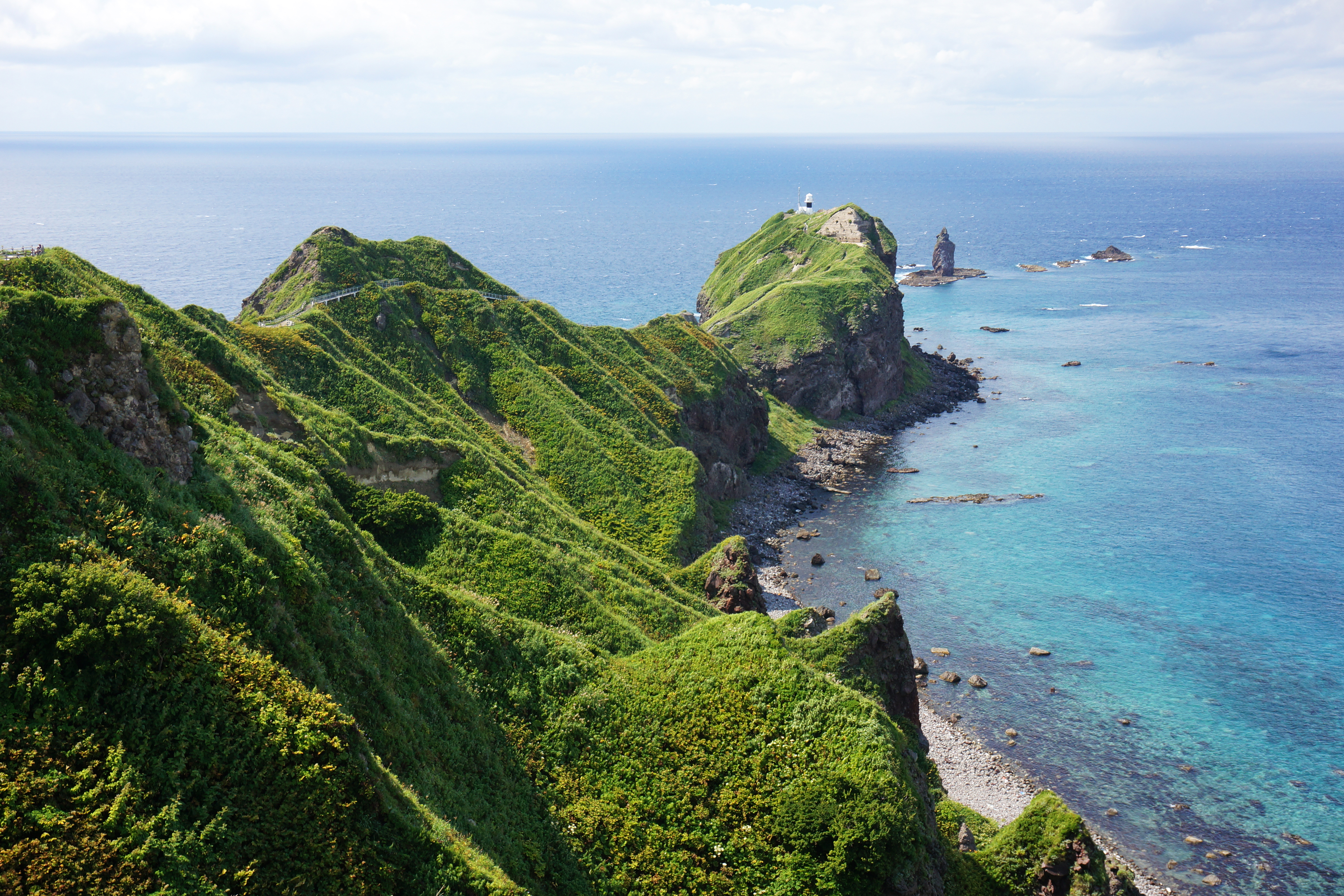
Capo Kamui

La penisola di Shakotan è una penisola della costa occidentale dell'isola giapponese di Hokkaidō che si protende per circa 30 km nel mar del Giappone.
Da un punto di vista amministrativo fa parte della Sottoprefettura di Shiribeshi.
La penisola è compresa nel Parco nazionale di Niseko-Shakotan-Otaru Kaigan Quasi.